# Новая Калами
Новая Калами — посёлок в Северо-Енисейском районе Красноярского края.
До 2001 года на уровне муниципального устройства и до 2005 года на уровне административно-территориального устройства являлся административным центром Новокаламинского сельсовета.

## Географическое положение
Находится в живописном месте и носит одноимённое название с самой золотоносной речкой района Калами (эвенк. Калами — девушка, потерявшая ведро).
Расстояние от посёлка до Северо-Енисейска — 35 км.

## История
В 1948 году было начато строительство небольшого посёлка для работников драги № 13. Были построены клуб, магазин, детский сад. Прииск развивался стремительно. Вскоре здесь начинает работать драга № 9. Особого успеха коллектив драги добивается в 1967 году.
К концу восьмидесятых годов карьер становится мощной структурой, в которой работает около 800 человек и 8 драг.

## Население
| 2010 |
| ---- |
| 639  |

## Производство
В Новой Калами находится администрация прииска «Дражный». Добычу драгоценного металла осуществляют 8 драг. В 2008 году прииск «Дражный» получил более 700 кг золота, в этом году планируется увеличить объемы добычи.

## Социальная сфера
В посёлке работает Новокаламинская средняя школа № 6 и Новокаламинский детский сад № 7.

## Примечание
1. 1 2  Всероссийская перепись населения 2010 года. Итоги по Красноярскому краю. 1.10 Численность населения гор.округов, мун.районов, гор. и сел. поселе
2. ↑  Закон Красноярского края от 26.06.2001 № 15-1376 «Об упразднении муниципальных образований, находящихся в границах Северо-Енисейского района». Дата обращения: 25 мая 2021. Архивировано 24 мая 2021 года.
3. ↑  Северо-Енисейский район в ОКАТО до 2006. Дата обращения: 25 мая 2021. Архивировано 15 мая 2021 года.
4. ↑  Северо-Енисейский муниципальный район. Дата обращения: 20 февраля 2010. Архивировано 15 июля 2012 года.
5. ↑  В 2009 году исполняется 170 лет золотодобыче Северо-Енисейского района (недоступная ссылка — история).